# Dorfkirche Steinfurth

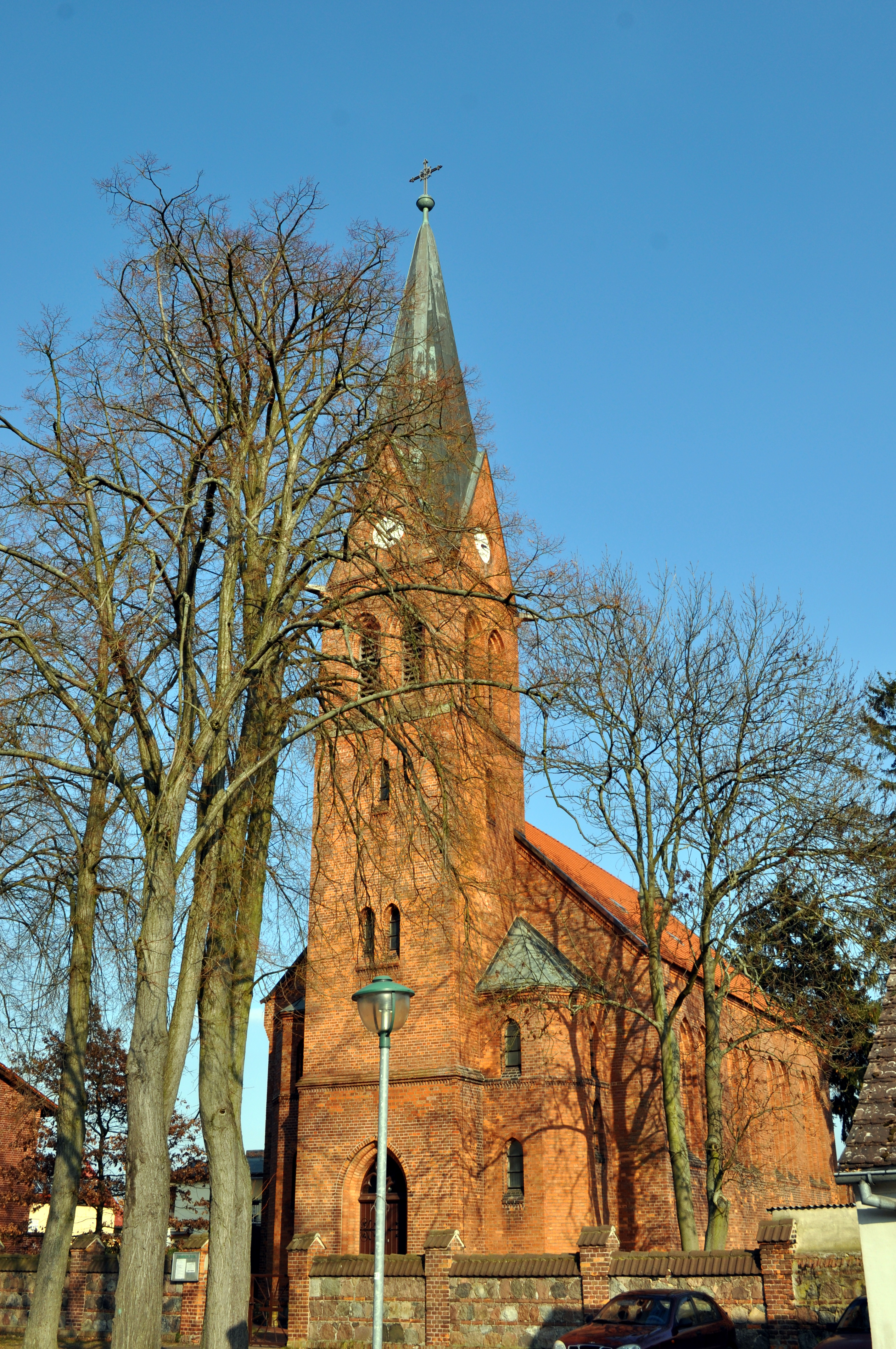
Kirche Steinfurt

Die Steinfurter Kirche ist ein neugotischer Ziegelbau in Finowfurt in der Gemeinde Schorfheide im Landkreis Barnim in Brandenburg. Sie gehört zur evangelischen Kirchengemeinde im Kirchenkreis Barnim der Evangelischen Kirche Berlin-Brandenburg-schlesische Oberlausitz.

## Geschichte
Die Kirche im damaligen Ort Steinfurt wurde 1878 an Stelle eines baufälligen Vorgängerbaus errichtet, wobei der Altar an seinem Standort blieb. Das Geld zum Bau stammte vor allem aus Kirchenüberschüssen. Die Gesamtkosten betrugen etwa 45.000 Mark. Am 3. Osterfeiertag des Jahres 1880 wurde das neue Gebäude eingeweiht.
1910 wurde die Gemeinde mit der Schöpfurter Kirchengemeinde zusammengelegt, die gemeinsame Pfarrstelle befand sich in Steinfurt.
Ende der 1970er Jahre musste die Kirche aufgrund eines Wasserschadens gesperrt werden und wurde in der Folgezeit saniert. Der erste Gottesdienst nach der Sanierung fand zu Ostern 1980, genau 100 Jahre nach der Einweihung der Kirche statt. Mitte der 1980er Jahre wurde das Kirchendach neu eingedeckt. 1984 wurde die Kirche im benachbarten Schöpfurt dem Ort Finowfurt für 99 Jahre zur Verfügung gestellt und wird als Veranstaltungs- und Konzertraum genutzt.

## Architektur  und Ausstattung
Die Steinfurter Kirche ist ein Saalbau aus gelben Ziegeln mit einer polygonalen Apsis im Osten und einem quadratischen Westturm mit Spitzhelm. Seitlich des Turms und beiderseits der Apsis gibt es Anbauten.
Im Inneren gibt es einen offenen Dachstuhl, der 1980 erneuert wurde. Die Apsis ist rippengewölbt und mit Engel und Ornamentik aus den 1930er Jahren von Thon verziert.
Die Innenausstattung ist einheitlich neugotisch aus der Erbauungszeit.

### Orgel
Die Orgel wurde 1879 vom Orgelbauer Georg Mickley aus Freienwalde gebaut. Der Prospekt ist mit drei neugotischen Pfeifenfeldern mit jeweils neun Pfeifen gegliedert. 1991 wurde sie von Ulrich Fahlberg repariert und um ein Register erweitert. Sie hat jetzt 12 Register auf zwei Manualen und Pedal.
Die Disposition ist:
| Hauptwerk C–f3 |       |
| Bordun         | 16′   |
| Principal      | 8′    |
| Doppelflöte    | 8′    |
| Oktave         | 4′    |
| Spitzflöte     | 4′    |
| Spitzquinte    | 2 ⁄3′ |
| Superoktave    | 2′    |

| Oberwerk C–f3 |       |      |
| Gedackt       | 8′    |      |
| Holzflöte     | 4′    |      |
| Quinte        | 1 ⁄3′ | 1991 |

| Pedal C–d |     |  |
| Subbass   | 16′ |  |
| Violon    | 8′  |  |

- Sperrventil: M/P
- Koppeln: M/P